# 貴徳県 (遼寧省)
貴徳県（きとく-けん）は中華人民共和国遼寧省にかつて存在した県。現在の撫順市北部に相当する。
遼代に貴徳州の州治として設置された。元代に廃止されている。